# Сведала
Сведала (швед. Svedala) град је у Шведској, у јужном делу државе. Град је у оквиру Сканског округа, где је једно од значајнијих средишта. Сведала је истовремено и седиште истоимене општине.
Близу Сведале се налази Аеродром „Стуруп“, главни аеродром града Малмеа.

## Природни услови
Град Сведала се налази у крајње јужном делу Шведске и Скандинавског полуострва. Од главног града државе, Стокхолма, град је удаљен 620 км југозападно. Од првог већег града, Малмеа, град се налази свега 10 км северно.
Сведала се развио у најјужнијој покрајини Шведске, Сканији, која је по својим природним одликама више подсећа на средњоевропска подручја, плодна је и густо насељена. Градско подручје је равничарско, а надморска висина се креће око 50 м.

## Историја
Подручје Сведале било је насељено још у време праисторије. Данашње насеље основано је тек у 19. веку са развојем индустрије на прометном месту.
Насеље се почело брже развијати тек од средине 20. века када је на датом месту почео плански развој предграђа у циљу растерећења оближњег Малмеа, у то време пренасељеног.

## Становништво
Сведала је данас град средње величине за шведске услове. Град има око 11.000 становника (податак из 2010. г.), а градско подручје, тј. истоимена општина има око 20.000 становника (податак из 2012. г.). Последњих деценија број становника у граду брзо расте.
До средине 20. века Сведалу су насељавали искључиво етнички Швеђани. Међутим, са јачањем усељавања у Шведску, становништво града је постало шароликије, али, опет, мање него у случају већих градова у држави.

## Привреда
Данас је Сведала савремени град са посебно развијеном индустријом. Као предграђе град им значајан удео становништва који радним даном путује на посао у оближњи Малме. Последње две деценије посебно се развијају трговина, услуге и туризам.

## Збирка слика
- Аеродром „Стуруп“ је близу Сведале
- Главна градска црква
- Градска железничка станица
- Бориншки дворац у околини града